# Piacenza Football Club 1953-1954
Questa voce raccoglie le informazioni riguardanti il Piacenza Football Club nelle competizioni ufficiali della stagione 1953-1954.

## Stagione
Nella stagione 1953-1954 il Piacenza disputa il campionato di Serie C, con 36 punti si piazza in nona posizione di classifica, il torneo è stato vinto con 43 punti dalla coppia Parma e Arsenale Taranto che hanno così ottenuto la promozione in Serie B, sono retrocessi in IV Serie il Toma Maglie, la Lucchese, il Pisa ed il Mantova.
Mancata la promozione in Serie B, la società attua una politica di ridimensionamento dei costi dopo due anni di forti spese. Partono quasi tutti i migliori elementi del biennio dei Papaveri di Mariano Tansini, tra cui gli attaccanti Serafino Romani e Dario Seratoni; al loro posto vengono ingaggiati diversi giovani, sotto la guida del nuovo allenatore Attilio Kossovel.
Il Piacenza si mantiene costantemente a centroclassifica, alternando larghe vittorie a pesanti sconfitte. Si segnalano i tre attaccanti Silvano Mari, Amedeo Bonistalli ed Alfredo Arrigoni, soprannominati il "trio primavera" per la loro giovane età: realizzano complessivamente 45 reti, di cui 22 messe a segno dal solo Silvano Mari che si laurea capocannoniere del campionato.

## Rosa
| N. |                   | Ruolo | Calciatore            |
| -- | ----------------- | ----- | --------------------- |
|    | Italia (bandiera) | A     | Alfredo Arrigoni      |
|    | Italia (bandiera) | C     | Orlando Bissi         |
|    | Italia (bandiera) | A     | Amedeo Bonistalli     |
|    | Italia (bandiera) | D     | Gastone Celio         |
|    | Italia (bandiera) | C     | Enzo Cozzolini        |
|    | Italia (bandiera) | C     | Pompeo Cucchetti (II) |
|    | Italia (bandiera) | C     | Franco Giraudo        |
|    | Italia (bandiera) | A     | Silvano Mari          |
|    | Italia (bandiera) | P     | Learco Menta          |

| N. |                   | Ruolo | Calciatore          |
| -- | ----------------- | ----- | ------------------- |
|    | Italia (bandiera) | C     | Elio Mussinelli     |
|    | Italia (bandiera) | D     | Dante Ravani        |
|    | Italia (bandiera) | P     | Luigi Saletti       |
|    | Italia (bandiera) | D     | Carlo Scaccabarozzi |
|    | Italia (bandiera) | C     | Guido Soldani       |
|    | Italia (bandiera) | C     | Corrado Toscani     |
|    | Italia (bandiera) | C     | Giovanni Zanier     |
|    | Italia (bandiera) | A     | Enrico Zucchinali   |

## Calciomercato[5]

### Sessione estiva
| Acquisti | Acquisti            | Acquisti | Acquisti      |
| R.       | Nome                | da       | Modalità      |
| -------- | ------------------- | -------- | ------------- |
| P        | Luigi Saletti       | Varese   | fine prestito |
| D        | Carlo Scaccabarozzi | Milan    | prestito      |
| C        | Orlando Bissi       | Varese   | fine prestito |
| C        | Franco Giraudo      | Novara   | prestito      |
| C        | Guido Soldani       | Monza    | prestito      |
| C        | Corrado Toscani     | Milan    | prestito      |
| C        | Ettore Trevisan     | Ravenna  | fine prestito |

| Cessioni | Cessioni            | Cessioni    | Cessioni      |
| R.       | Nome                | a           | Modalità      |
| -------- | ------------------- | ----------- | ------------- |
| P        | Tiberio Manzini     |             | svincolato    |
| D        | Sergio Ballarin     | Foggia      |               |
| D        | Luigi Marzoli       |             | svincolato    |
| D        | Francesco Meregalli | Lecco       |               |
| D        | Livio Spaggiari     |             | svincolato    |
| C        | Antonio Aiello      | Padova      | fine prestito |
| C        | Stefano Bernini     | Varese      | prestito      |
| C        | Alberto Oldani      | Magenta     |               |
| C        | Marcello Personeni  | Atalanta    | fine prestito |
| C        | Ettore Trevisan     |             | svincolato    |
| C        | Guglielmo Trevisan  | Triestina   |               |
| A        | Bruno Arcari        | Gallaratese |               |
| A        | Serafino Romani     | Pisa        |               |
| A        | Dario Seratoni      | Genoa       | prestito      |

### Sessione autunnale
| Acquisti | Acquisti          | Acquisti | Acquisti |
| R.       | Nome              | da       | Modalità |
| -------- | ----------------- | -------- | -------- |
| C        | Enzo Cozzolini    | Catania  |          |
| A        | Enrico Zucchinali | Brescia  |          |

| Cessioni | Cessioni            | Cessioni | Cessioni      |
| R.       | Nome                | a        | Modalità      |
| -------- | ------------------- | -------- | ------------- |
| D        | Carlo Scaccabarozzi | Milan    | fine prestito |

## Risultati

### Girone di andata
| Arbitro: | Gambarotta (Genova) |

|                                    |           |  |
| Leotta 31’ Morbidoni 62’ Corti 72’ | Marcatori |  |

| Arbitro: | Smorto (Reggio Calabria) |

|  |           |          |
|  | Marcatori | 11’ Mari |

| Arbitro: | Grillo (Afragola) |

|                                                         |           |                 |
| Mari 7’, 64’ Zanier 16’ Bonistalli 27’, 46’ Soldani 83’ | Marcatori | 47’ (rig.) Fini |

| Piacenza 4 ottobre 1953 4ª giornata | Piacenza     | 0 – 0 | Empoli | Barriera Genova\| Arbitro: \| Raule (Roma) \| |
| Arbitro:                            | Raule (Roma) |       |        |                                               |

| Arbitro: | Adami (Roma) |

|                                          |           |          |
| Albertelli 1’, 32’ (rig.) Albertelli 63’ | Marcatori | 78’ Mari |

| Arbitro: | Canepa (Genova) |

|  |           |                                   |
|  | Marcatori | 62’, 78’ Korostelev 85’ Sangiorgi |

| Arbitro: | De Fano (Bari) |

|                                         |           |                             |
| Canonico 17’ L. Taccola 29’ M. Mari 50’ | Marcatori | 48’ (rig.) Zanier 77’ Bissi |

| Arbitro: | Moriconi (Roma) |

|                                          |           |  |
| Mari 29’, 85’ Bonistalli 67’ Soldani 86’ | Marcatori |  |

| Arbitro: | Migliorini (Firenze) |

|                                     |           |  |
| Bislenghi 69’ (rig.) Stabellini 84’ | Marcatori |  |

| Arbitro: | Notargiacomo (Roma) |

|                                   |           |  |
| Bonistalli 10’, 34’, 72’ Mari 79’ | Marcatori |  |

| Arbitro: | Fornari (Bologna) |

|                       |           |           |
| Mari 30’ Arrigoni 65’ | Marcatori | 75’ Taiti |

| Arbitro: | Perucci (Verona) |

|                      |           |  |
| Ubiali 24’ Brena 33’ | Marcatori |  |

| Arbitro: | De Marchi (Pordenone) |

|                                                           |           |  |
| Molinari 6’ (aut.) Mari 23’, 57’ Arrigoni 43’ Toscani 46’ | Marcatori |  |

| Arbitro: | Menchini (Udine) |

|                |           |                |
| Zucchinali 74’ | Marcatori | 26’ R. Taccola |

| Arbitro: | Smorto (Reggio Calabria) |

|                                                             |           |                            |
| Veglianetti 8’, 64’ Lucianetti 11’ Vergani 27’ Cappello 67’ | Marcatori | 14’, 74’ Mari 88’ Arrigoni |

| Arbitro: | Famulari (Messina) |

|                |           |  |
| Castellano 82’ | Marcatori |  |

| Arbitro: | Rebuffo (Milano) |

|                             |           |                                      |
| Gagliardi 35’, 85’ Dini 87’ | Marcatori | 13’ Mari 53’ Bonistalli 67’ Arrigoni |

### Girone di ritorno
| Arbitro: | Gambarotta (Genova) |

|                      |           |  |
| Toscani 19’ Mari 76’ | Marcatori |  |

| Arbitro: | Maghernino (San Severo) |

|             |           |            |
| Toscani 36’ | Marcatori | 20’ Celani |

| Arbitro: | Smorto (Reggio Calabria) |

|                        |           |  |
| Mari 9’ Zucchinali 69’ | Marcatori |  |

| Arbitro: | Raule (Roma) |

|          |           |  |
| Buda 69’ | Marcatori |  |

| Arbitro: | Moriconi (Roma) |

|                            |           |           |
| Cozzolini 6’ Mari 39’, 84’ | Marcatori | 22’ Gelio |

| Arbitro: | Adami (Roma) |

|           |           |            |
| Rossi 31’ | Marcatori | 4’ Toscani |

| Arbitro: | Clemente (Roma) |

|                              |           |                        |
| Bonistalli 20’, 50’ Mari 30’ | Marcatori | 40’ Dal Bon 85’ Romani |

| Arbitro: | Poggi (Pisa) |

|  |           |                       |
|  | Marcatori | 69’ Mari 78’ Arrigoni |

| Arbitro: | Arpaia (Roma) |

|                                 |           |              |
| Bonistalli 3’, 46’ Arrigoni 29’ | Marcatori | 68’ Santelli |

| Arbitro: | Marangio (Roma) |

|            |           |  |
| Morsan 75’ | Marcatori |  |

| Arbitro: | N. Griggi (Brescia) |

|              |           |  |
| Bizzarri 86’ | Marcatori |  |

| Arbitro: | Occhinegro (Taranto) |

|                             |           |                         |
| Arrigoni 11’ Bonistalli 53’ | Marcatori | 45’ Ubiali 84’ Torreano |

| Arbitro: | Grillo (Napoli) |

|              |           |  |
| Vincenzi 52’ | Marcatori |  |

| Livorno 9 maggio 1954 31ª giornata | Livorno      | 0 – 0 | Piacenza | Stadio Comunale\| Arbitro: \| Adami (Roma) \| |
| Arbitro:                           | Adami (Roma) |       |          |                                               |

| Arbitro: | Migliorini (Firenze) |

|                           |           |                 |
| Mari 29’ Toscani 59’, 87’ | Marcatori | 34’ Veglianetti |

| Arbitro: | Piemonte (Monfalcone) |

|                |           |             |
| Bonistalli 86’ | Marcatori | 90’ Ferrari |

| Arbitro: | Grandville (Roma) |

|                                                                                |           |  |
| Mari 2’, 57’ Bonistalli 5’, 35’ Cozzolini 26’, 46’ Mussinelli 58’ Arrigoni 62’ | Marcatori |  |

## Statistiche

### Statistiche di squadra[8]
| Competizione | Punti | Totale | Totale | Totale | Totale | Totale | Totale | DR  |
| Competizione | Punti | G      | V      | N      | P      | Gf     | Gs     | DR  |
| ------------ | ----- | ------ | ------ | ------ | ------ | ------ | ------ | --- |
| Serie C      | 36    | 34     | 14     | 8      | 12     | 63     | 42     | +21 |

### Statistiche dei giocatori[5]
| Giocatore        | Serie C  | Serie C | Serie C     | Serie C    |
| Giocatore        | Presenze | Reti    | Ammonizioni | Espulsioni |
| ---------------- | -------- | ------- | ----------- | ---------- |
| A. Arrigoni      | 32       | 8       | ?           | ?          |
| O. Bissi         | 14       | 1       | ?           | ?          |
| A. Bonistalli    | 31       | 15      | ?           | ?          |
| G. Celio         | 17       | 0       | ?           | ?          |
| E. Cozzolini     | 19       | 3       | ?           | ?          |
| P. Cucchetti     | 19       | 0       | ?           | ?          |
| F. Giraudo       | 13       | 0       | ?           | ?          |
| S. Mari          | 33       | 22      | ?           | ?          |
| L. Menta         | 15       | -20     | ?           | ?          |
| E. Mussinelli    | 29       | 1       | ?           | ?          |
| D. Ravani        | 32       | 0       | ?           | ?          |
| L. Saletti       | 19       | -21     | ?           | ?          |
| C. Scaccabarozzi | 17       | 0       | ?           | ?          |
| G. Soldani       | 8        | 2       | ?           | ?          |
| C. Toscani       | 32       | 6       | ?           | ?          |
| G. Zanier        | 32       | 2       | ?           | ?          |
| E. Zucchinali    | 12       | 2       | ?           | ?          |